# Rarmian Newton
Rarmian Newton (* 15. August 1993 in Melbourne) ist ein australischer Schauspieler.

## Leben und Karriere
Newton wurde in Melbourne geboren und begann im Alter von vier Jahren, Gesangs- und Schauspielkurse zu nehmen. Er lernte an der Centerstage Performing Arts School in Brunswick und am Victorian College of Arts Secondary School mit einem Tanz-Stipendium. 2006 sammelte er erste Erfahrungen im Fernsehen mit Stephen Kings Albträume und im Theater in The Boy from Oz und The Jacaranda Tree. 2007 bis 2008 spielte er als einer von vier Jungen die Titelrolle in der australischen Tournee von Billy Elliot: the Musical, die 2008 gemeinsam den Helpmann-Award als bester männlicher Hauptdarsteller in einem Musical erhielten.
Weitere Theaterrollen waren 2008 Tumblebrutus in Cats und die Hauptrolle Hiccup in der australischen Arenashow zu Drachenzähmen leicht gemacht. Im Fernsehen folgte 2012 eine Seriennebenrolle in Dance Academy – Tanz deinen Traum! und 2016 eine Hauptrolle in The Family. 2018 spielte er in Rise und der ersten Staffel von Tell Me a Story sowie 2019 in NOS4A2 und der dritten Staffel von Mr. Mercedes.

## Filmografie
- 2003: Gusto (Kurzfilm)
- 2006: Stephen Kings Albträume (Fernsehserie, Episode Das Ende vom Ende)
- 2011: Faces (Kurzfilm)
- 2012: Dance Academy – Tanz deinen Traum! (Fernsehserie, 4 Episoden)
- 2014: INXS: Never Tear Us Apart (Miniserie)
- 2014: The Doctor Blake Mysteries (Fernsehserie, 1 Episode)
- 2016: The Family (Fernsehserie, 12 Episoden)
- 2018: Rise (Fernsehserie, 10 Episoden)
- 2018: Tell Me a Story (Fernsehserie, 5 Episoden)
- 2019: NOS4A2 (Fernsehserie, 4 Episoden)
- 2019: Mr. Mercedes (Fernsehserie, 10 Episoden)
- 2022: New Amsterdam (Fernsehserie, 1 Episode)
- seit 2024: Nachbarn (Neighbours, Fernsehserie)